# Cranberry Lake
Cranberry Lake es un lugar designado por el censo ubicado en el condado de St. Lawrence en el estado estadounidense de Nueva York. En el año 2010 tenía una población de 200 habitantes.

## Geografía
Cranberry Lake se encuentra ubicado en las coordenadas 44°13′19″N 74°50′6″O / 44.22194, -74.83500.